# Liga Mistrzów w piłce siatkowej (2011/2012)
Liga Mistrzów siatkarzy 2011/2012 (oficjalna nazwa: 2011/2012 CEV Volleyball Champions League) - 12. sezon Ligi Mistrzów rozgrywanej od 2000 roku (53. turniej ogólnie, wliczając Puchar Europy Mistrzów Krajowych), organizowanej przez Europejską Konfederację Piłki Siatkowej (CEV) w ramach europejskich pucharów dla 24 męskich klubowych zespołów siatkarskich "starego kontynentu".

## System rozgrywek
Liga Mistrzów siatkarzy w sezonie 2011/2012 składała się z trzech rund: fazy grupowej, fazy play-off oraz Final Four.
- Faza grupowa: 24 drużyny podzielone zostały na 6 grup. W poszczególnych grupach rozgrywały ze sobą po dwa mecze systemem kołowym. Do fazy play-off awansowały po dwie najlepsze drużyny z każdej grupy oraz jedna najlepsza z trzeciego miejsca. Cztery najlepsze drużyny, które w swoich grupach zajęły trzecie miejsce, zostały relegowane do 3. rundy Pucharu CEV. Pozostałe zespoły zakończyły udział w europejskich pucharach.
- Faza play-off: składała się z rundy dwunastu i rundy sześciu. W rundzie dwunastu zespoły zostały podzielone na 6 par, tworząc drabinkę rozgrywek. Poszczególne pary rozgrywały dwumecz. O awansie decydowały kolejno: liczba wygranych spotkań, zwycięstwo w złotym secie granym do 15 punktów. Zwycięzcy awansowali do rundy sześciu, gdzie obowiązywały te same zasady co w poprzedniej rundzie.
- Final Four: uczestniczyli w nim gospodarz oraz zwycięzcy poszczególnych par z rundy sześciu. Final Four składało się z półfinałów, meczu o 3. miejsce oraz finału.

## Drużyny uczestniczące

### Podział miejsc w rozgrywkach
W sezonie 2011/2012 Ligi Mistrzów wezmą udział 24 zespoły z 14 federacji siatkarskich zrzeszonych w CEV. Liczba drużyn uczestniczących w Lidze Mistrzów ustalona została na podstawie rankingu CEV dla europejskich rozgrywek klubowych.
Liczba zespołów kwalifikujących się do Ligi Mistrzów w sezonie 2011/2012:
- 3 drużyny z federacji zajmującej miejsce 1 w rankingu,
- 2 drużyny z każdej z federacji zajmujących miejsca 2–7 w rankingu,
- 1 drużyna z każdej z federacji zajmujących miejsca 8–14 w rankingu,
- 2 dzikie karty przyznawane przez CEV.

Prawo udziału w rozgrywkach można uzyskać poprzez:
- zajęcie odpowiedniego miejsca w rozgrywkach ligowych,
- zdobycie pucharu kraju.

Każda federacja miała prawo wyboru jednej z trzech opcji, aby wyłonić uczestników rozgrywek.
| Ranking | Federacje                                                            | Opcja | Rozkład drużyn | Rozkład drużyn     | Rozkład drużyn     | Uwagi                                                                                                  |
| ------- | -------------------------------------------------------------------- | ----- | -------------- | ------------------ | ------------------ | --- |
| 1       | Włochy                                                               | A     | mistrz kraju   | następny najlepszy | następny najlepszy | |
| 1       | Włochy                                                               | B     | mistrz kraju   | następny najlepszy | następny najlepszy | jeśli mistrz lub wicemistrz kraju jest również zdobywcą pucharu kraju                                  |
| 1       | Włochy                                                               | C     | mistrz kraju   | następny najlepszy | zdobywca pucharu   | jeśli zdobywca pucharu zajął miejsce w lidze nieupoważniające do gry w Lidze Mistrzów (tj. 4 i niższe) |
| 2-7     | Rosja • Grecja • Polska • Francja • Belgia • Turcja                  | A     | mistrz kraju   | następny najlepszy |                    | |
| 2-7     | Rosja • Grecja • Polska • Francja • Belgia • Turcja                  | B     | mistrz kraju   | następny najlepszy |                    | jeśli mistrz lub wicemistrz kraju jest również zdobywcą pucharu kraju                                  |
| 2-7     | Rosja • Grecja • Polska • Francja • Belgia • Turcja                  | C     | mistrz kraju   | zdobywca pucharu   |                    | jeśli zdobywca pucharu zajął miejsce w lidze nieupoważniające do gry w Lidze Mistrzów (tj. 3 i niższe) |
| 8-14    | Hiszpania • Niemcy • Austria • Słowenia • Serbia • Czechy • Holandia | A     | mistrz kraju   |                    |                    | |

Losowanie grup odbyło się 1 lipca 2011 roku w wiedeńskiej Uniqa Tower w trakcie Gali Europejskiej Siatkówki.
19 stycznia 2012 roku w Luksemburgu rozlosowano pary 1/12 finału i ogłoszono gospodarza Final Four.

### Ranking CEV
| Ranking                                                                                  | Państwo      | Punkty       |   |
| ---------------------------------------------------------------------------------------- | ------------ | ------------ | - |
| 1                                                                                        | Włochy       | 493,00       | 3 |
| 2                                                                                        | Rosja        | 401,33       | 2 |
| 3                                                                                        | Grecja       | 371,33       | 2 |
| 4                                                                                        | Polska       | 341,00       | 2 |
| 5                                                                                        | Francja      | 320,00       | 2 |
| 6                                                                                        | Belgia       | 303,67       | 2 |
| 7                                                                                        | Turcja       | 271,33       | 2 |
| 8                                                                                        | Hiszpania    | 265,33       | 1 |
| 9                                                                                        | Niemcy       | 263,33       | 1 |
| 10                                                                                       | Austria      | 252,67       | 1 |
| 11                                                                                       | Słowenia     | 232,67       | 1 |
| 12                                                                                       | Serbia       | 214,00       | 1 |
| 13                                                                                       | Czechy       | 189,00       | 1 |
| 14                                                                                       | Holandia     | 178,67       | 1 |
| Dzikie karty                                                                             | Dzikie karty | Dzikie karty | 2 |
| Oznaczenia: - kolumna czwarta – liczba drużyn możliwych do wystawienia w Lidze Mistrzów. |              |              |   |

### Uczestnicy
Oficjalna lista drużyn biorących udział w Lidze Mistrzów ogłoszona została 1 czerwca 2011 roku. Do rozgrywek swojego reprezentanta nie wystawił Holenderski Związek Piłki Siatkowej, natomiast Grecki Związek Piłki Siatkowej zgłosił jedynie jedną drużynę, z tego względu Europejska Konfederacja Piłki Siatkowej (CEV) postanowiła przyznać dwie dodatkowe dzikie karty (razem cztery). Otrzymały je drużyny z federacji Niemiec oraz Czarnogóry, Rumunii i Bułgarii, które w rankingu plasowały się bezpośrednio za miejscami uprawniającymi do udziału w Lidze Mistrzów.
| Państwo      | Drużyna                                 |
| ------------ | --------------------------------------- |
| Austria      | Hypo Tirol Volleyballteam (L1)          |
| Belgia       | Noliko Maaseik (L1)                     |
| Belgia       | VC Euphony Asse-Lennik (L2)             |
| Czechy       | VK Jihostroj České Budějovice (L1 + P1) |
| Francja      | Stade Poitevin Poitiers (L1)            |
| Francja      | Tours VB (L2 + P1)                      |
| Grecja       | GS Iraklis (L2)                         |
| Hiszpania    | Caja 3 Voleibol Teruel (L1 + P1)        |
| Niemcy       | VfB Friedrichshafen (L1)                |
| Polska       | PGE Skra Bełchatów (L1 + P1)            |
| Polska       | ZAKSA Kędzierzyn-Koźle (L2)             |
| Rosja        | Zenit Kazań (L1)                        |
| Rosja        | Lokomotiw Nowosybirsk (L6 + P1)         |
| Serbia       | Partizan Termoelektro Belgrad (L1)      |
| Słowenia     | ACH Volley Lublana (L1 + P1)            |
| Turcja       | Fenerbahçe Grundig (L1)                 |
| Turcja       | Arkas Spor Izmir (L2 + P1)              |
| Włochy       | Trentino PlanetWin365 (L1)              |
| Włochy       | Bre Banca Lannutti Cuneo (L2 + P1)      |
| Włochy       | Lube Banca Marche Macerata (L3)         |
| Dzikie karty |                                         |
| Bułgaria     | CSKA Sofia (L1 + P1)                    |
| Czarnogóra   | Budvanska Rivijera Budva (L1 + P1)      |
| Niemcy       | Generali Haching (L3 + P1)              |
| Rumunia      | Remat Zalău (L1)                        |

## Rozgrywki

### Faza grupowa
awans do fazy play-off
     relegacja do Pucharu CEV
     gospodarz turnieju finałowego

#### Grupa A
Tabela
| Lp. | Drużyna        | Pkt | Mecze | Mecze   | Mecze   | Sety | Sety | Sety  | Małe punkty | Małe punkty | Małe punkty |
| Lp. | Drużyna        | Pkt | M     | W (3:2) | P (2:3) | wyg. | prz. | ratio | zdob.       | str.        | ratio       |
| --- | -------------- | --- | ----- | ------- | ------- | ---- | ---- | ----- | ----------- | ----------- | ----------- |
| 1   | Arkas Spor     | 15  | 6     | 5 (0)   | 1 (0)   | 16   | 6    | 2.667 | 544         | 479         | 1.136       |
| 2   | Noliko Maaseik | 12  | 6     | 4 (1)   | 2 (1)   | 15   | 10   | 1.500 | 586         | 529         | 1.108       |
| 3   | GS Iraklis     | 8   | 6     | 3 (1)   | 3 (0)   | 10   | 12   | 0.833 | 469         | 510         | 0.920       |
| 4   | CSKA Sofia     | 1   | 6     | 0 (0)   | 6 (1)   | 5    | 18   | 0.278 | 460         | 541         | 0.850       |

Źródło: cev.lu
Punktacja: 3:0 i 3:1 – 3 pkt; 3:2 – 2 pkt; 2:3 – 1 pkt; 1:3 i 0:3 – 0 pkt
Zasady ustalania kolejności: 1. liczba punktów; 2. stosunek setów; 3. stosunek małych punktów; 4. bilans w bezpośrednich meczach
Wyniki spotkań
| Data       | Godz. | Drużyna 1        | Wynik | Drużyna 2        | 1     | 2     | 3     | 4     | 5     | Widzów | * |
| ---------- | ----- | ---------------- | ----- | ---------------- | ----- | ----- | ----- | ----- | ----- | ------ | - |
| 19.10.2011 | 20:00 | GS Iraklis       | 3:2   | Noliko Maaseik   | 25:23 | 27:25 | 14:25 | 22:25 | 15:11 | 2750   |   |
| 19.10.2011 | 19:00 | Arkas Spor Izmir | 3:1   | CSKA Sofia       | 20:25 | 25:21 | 25:11 | 25:13 |       | 1500   |   |
|            |       |                  |       |                  |       |       |       |       |       |        |   |
| 25.10.2011 | 19:00 | CSKA Sofia       | 0:3   | GS Iraklis       | 19:25 | 21:25 | 21:25 |       |       | 5000   |   |
| 25.10.2011 | 20:30 | Noliko Maaseik   | 3:1   | Arkas Spor Izmir | 23:25 | 27:25 | 25:20 | 25:21 |       | 2150   |   |
|            |       |                  |       |                  |       |       |       |       |       |        |   |
| 13.12.2011 | 20:30 | Noliko Maaseik   | 3:1   | CSKA Sofia       | 25:27 | 25:16 | 25:22 | 25:20 |       | 2100   |   |
| 14.12.2011 | 20:00 | GS Iraklis       | 0:3   | Arkas Spor Izmir | 19:25 | 21:25 | 23:25 |       |       | 2750   |   |
|            |       |                  |       |                  |       |       |       |       |       |        |   |
| 21.12.2011 | 19:00 | CSKA Sofia       | 2:3   | Noliko Maaseik   | 26:24 | 16:25 | 25:16 | 20:25 | 12:15 | 3500   |   |
| 21.12.2011 | 19:00 | Arkas Spor Izmir | 3:1   | GS Iraklis       | 25:27 | 25:22 | 25:14 | 29:27 |       | 1500   |   |
|            |       |                  |       |                  |       |       |       |       |       |        |   |
| 11.01.2012 | 19:00 | Arkas Spor Izmir | 3:1   | Noliko Maaseik   | 25:27 | 29:27 | 25:23 | 25:20 |       | 1800   |   |
| 11.01.2012 | 19:00 | GS Iraklis       | 3:1   | CSKA Sofia       | 25:21 | 25:19 | 16:25 | 25:21 |       | 2500   |   |
|            |       |                  |       |                  |       |       |       |       |       |        |   |
| 18.01.2012 | 19:00 | CSKA Sofia       | 0:3   | Arkas Spor Izmir | 17:25 | 23:25 | 19:25 |       |       | 3000   |   |
| 18.01.2012 | 20:30 | Noliko Maaseik   | 3:0   | GS Iraklis       | 25:17 | 25:14 | 25:16 |       |       | 3000   |   |

#### Grupa B
Tabela
| Lp. | Drużyna                | Pkt | Mecze | Mecze   | Mecze   | Sety | Sety | Sety  | Małe punkty | Małe punkty | Małe punkty |
| Lp. | Drużyna                | Pkt | M     | W (3:2) | P (2:3) | wyg. | prz. | ratio | zdob.       | str.        | ratio       |
| --- | ---------------------- | --- | ----- | ------- | ------- | ---- | ---- | ----- | ----------- | ----------- | ----------- |
| 1   | Zenit Kazań            | 15  | 6     | 5 (1)   | 1 (1)   | 17   | 5    | 3.400 | 502         | 447         | 1.123       |
| 2   | VfB Friedrichshafen    | 14  | 6     | 5 (1)   | 1 (0)   | 15   | 8    | 1.875 | 567         | 531         | 1.068       |
| 3   | Remat Zalău            | 4   | 6     | 1 (0)   | 5 (1)   | 6    | 15   | 0.400 | 447         | 496         | 0.901       |
| 4   | VC Euphony Asse-Lennik | 3   | 6     | 1 (1)   | 5 (1)   | 7    | 17   | 0.412 | 539         | 581         | 0.928       |

Źródło: cev.lu
Punktacja: 3:0 i 3:1 – 3 pkt; 3:2 – 2 pkt; 2:3 – 1 pkt; 1:3 i 0:3 – 0 pkt
Zasady ustalania kolejności: 1. liczba punktów; 2. stosunek setów; 3. stosunek małych punktów; 4. bilans w bezpośrednich meczach
Wyniki spotkań
| Data       | Godz. | Drużyna 1              | Wynik | Drużyna 2              | 1     | 2     | 3     | 4     | 5     | Widzów | * |
| ---------- | ----- | ---------------------- | ----- | ---------------------- | ----- | ----- | ----- | ----- | ----- | ------ | - |
| 18.10.2011 | 20:30 | VC Euphony Asse-Lennik | 3:2   | Remat Zalău            | 23:25 | 25:18 | 23:25 | 25:20 | 15:13 | 1550   |   |
| 19.10.2011 | 19:00 | Zenit Kazań            | 3:0   | VfB Friedrichshafen    | 25:20 | 25:23 | 25:22 |       |       | 2500   |   |
|            |       |                        |       |                        |       |       |       |       |       |        |   |
| 25.10.2011 | 16:30 | Remat Zalău            | 0:3   | Zenit Kazań            | 22:25 | 16:25 | 22:25 |       |       | 800    |   |
| 26.10.2011 | 20:15 | VfB Friedrichshafen    | 3:1   | VC Euphony Asse-Lennik | 25:27 | 29:27 | 42:40 | 25:18 |       | 2000   |   |
|            |       |                        |       |                        |       |       |       |       |       |        |   |
| 14.12.2011 | 18:00 | Zenit Kazań            | 3:0   | VC Euphony Asse-Lennik | 25:21 | 25:21 | 25:18 |       |       | 2800   |   |
| 14.12.2011 | 20:30 | VfB Friedrichshafen    | 3:0   | Remat Zalău            | 25:22 | 25:16 | 25:17 |       |       | 2500   |   |
|            |       |                        |       |                        |       |       |       |       |       |        |   |
| 21.12.2011 | 19:00 | Remat Zalău            | 1:3   | VfB Friedrichshafen    | 25:23 | 22:25 | 23:25 | 25:27 |       | 800    |   |
| 20.12.2011 | 20:30 | VC Euphony Asse-Lennik | 2:3   | Zenit Kazań            | 21:25 | 25:19 | 12:25 | 25:22 | 14:16 | 2700   |   |
|            |       |                        |       |                        |       |       |       |       |       |        |   |
| 10.01.2012 | 20:30 | VC Euphony Asse-Lennik | 1:3   | VfB Friedrichshafen    | 30:32 | 23:25 | 25:20 | 21:25 |       | 2100   |   |
| 11.01.2012 | 20:00 | Zenit Kazań            | 3:0   | Remat Zalău            | 25:21 | 25:20 | 25:20 |       |       | 2000   |   |
|            |       |                        |       |                        |       |       |       |       |       |        |   |
| 18.01.2012 | 19:00 | Remat Zalău            | 3:0   | VC Euphony Asse-Lennik | 25:20 | 25:20 | 25:20 |       |       | 800    |   |
| 18.01.2012 | 20:00 | VfB Friedrichshafen    | 3:2   | Zenit Kazań            | 18:25 | 25:18 | 25:20 | 21:25 | 15:7  | 3703   |   |

#### Grupa C
Tabela
| Lp. | Drużyna                       | Pkt | Mecze | Mecze   | Mecze   | Sety | Sety | Sety  | Małe punkty | Małe punkty | Małe punkty |
| Lp. | Drużyna                       | Pkt | M     | W (3:2) | P (2:3) | wyg. | prz. | ratio | zdob.       | str.        | ratio       |
| --- | ----------------------------- | --- | ----- | ------- | ------- | ---- | ---- | ----- | ----------- | ----------- | ----------- |
| 1   | Trentino PlanetWin365         | 16  | 6     | 5 (0)   | 1 (1)   | 17   | 3    | 5.667 | 484         | 391         | 1.238       |
| 2   | ZAKSA Kędzierzyn-Koźle        | 13  | 6     | 5 (2)   | 1 (0)   | 15   | 9    | 1.667 | 551         | 512         | 1.076       |
| 3   | Caja 3 Voleibol Teruel        | 4   | 6     | 1 (0)   | 5 (1)   | 6    | 16   | 0.375 | 460         | 513         | 0.897       |
| 4   | Partizan Termoelektro Belgrad | 3   | 6     | 1 (1)   | 5 (1)   | 7    | 17   | 0.412 | 477         | 556         | 0.858       |

Źródło: cev.lu
Punktacja: 3:0 i 3:1 – 3 pkt; 3:2 – 2 pkt; 2:3 – 1 pkt; 1:3 i 0:3 – 0 pkt
Zasady ustalania kolejności: 1. liczba punktów; 2. stosunek setów; 3. stosunek małych punktów; 4. bilans w bezpośrednich meczach
Wyniki spotkań
| Data       | Godz. | Drużyna 1                     | Wynik | Drużyna 2                     | 1     | 2     | 3     | 4     | 5     | Widzów | * |
| ---------- | ----- | ----------------------------- | ----- | ----------------------------- | ----- | ----- | ----- | ----- | ----- | ------ | - |
| 19.10.2011 | 18:00 | ZAKSA Kędzierzyn-Koźle        | 3:1   | Partizan Termoelektro Belgrad | 25:20 | 25:18 | 21:25 | 25:16 |       | 1850   |   |
| 20.10.2011 | 20:30 | Trentino PlanetWin365         | 3:0   | Caja 3 Voleibol Teruel        | 25:22 | 26:24 | 25:14 |       |       | 2018   |   |
|            |       |                               |       |                               |       |       |       |       |       |        |   |
| 25.10.2011 | 18:00 | Partizan Termoelektro Belgrad | 0:3   | Trentino PlanetWin365         | 18:25 | 14:25 | 19:25 |       |       | 1000   |   |
| 26.10.2011 | 20:15 | Caja 3 Voleibol Teruel        | 1:3   | ZAKSA Kędzierzyn-Koźle        | 22:25 | 16:25 | 28:26 | 24:26 |       | 1200   |   |
|            |       |                               |       |                               |       |       |       |       |       |        |   |
| 14.12.2011 | 20:30 | Trentino PlanetWin365         | 2:3   | ZAKSA Kędzierzyn-Koźle        | 23:25 | 17:25 | 25:23 | 26:24 | 17:19 | 2018   |   |
| 14.12.2011 | 20:15 | Caja 3 Voleibol Teruel        | 3:1   | Partizan Termoelektro Belgrad | 25:14 | 25:14 | 18:25 | 26:24 |       | 1123   |   |
|            |       |                               |       |                               |       |       |       |       |       |        |   |
| 20.12.2011 | 18:00 | Partizan Termoelektro Belgrad | 3:2   | Caja 3 Voleibol Teruel        | 25:18 | 25:27 | 25:23 | 17:25 | 15:12 | 1400   |   |
| 22.12.2011 | 18:00 | ZAKSA Kędzierzyn-Koźle        | 0:3   | Trentino PlanetWin365         | 20:25 | 21:25 | 9:25  |       |       | 3500   |   |
|            |       |                               |       |                               |       |       |       |       |       |        |   |
| 10.01.2012 | 18:00 | ZAKSA Kędzierzyn-Koźle        | 3:0   | Caja 3 Voleibol Teruel        | 25:14 | 26:24 | 25:15 |       |       | 1100   |   |
| 11.01.2012 | 20:30 | Trentino PlanetWin365         | 3:0   | Partizan Termoelektro Belgrad | 25:16 | 25:20 | 25:20 |       |       | 2529   |   |
|            |       |                               |       |                               |       |       |       |       |       |        |   |
| 18.01.2012 | 20:00 | Partizan Termoelektro Belgrad | 2:3   | ZAKSA Kędzierzyn-Koźle        | 25:23 | 18:25 | 25:20 | 23:25 | 16:18 | 600    |   |
| 18.01.2012 | 20:15 | Caja 3 Voleibol Teruel        | 0:3   | Trentino PlanetWin365         | 22:25 | 16:25 | 20:25 |       |       | 1400   |   |

#### Grupa D
Tabela
| Lp. | Drużyna                       | Pkt | Mecze | Mecze   | Mecze   | Sety | Sety | Sety  | Małe punkty | Małe punkty | Małe punkty |
| Lp. | Drużyna                       | Pkt | M     | W (3:2) | P (2:3) | wyg. | prz. | ratio | zdob.       | str.        | ratio       |
| --- | ----------------------------- | --- | ----- | ------- | ------- | ---- | ---- | ----- | ----------- | ----------- | ----------- |
| 1   | Lube Banca Marche Macerata    | 12  | 6     | 4 (0)   | 2 (0)   | 12   | 7    | 1.714 | 453         | 420         | 1.079       |
| 2   | Generali Haching              | 11  | 6     | 4 (1)   | 2 (0)   | 12   | 11   | 1.091 | 507         | 514         | 0.986       |
| 3   | Stade Poitevin Poitiers       | 9   | 6     | 3 (1)   | 3 (1)   | 13   | 12   | 1.083 | 562         | 540         | 1.041       |
| 4   | VK Jihostroj České Budějovice | 4   | 6     | 1 (0)   | 5 (1)   | 8    | 15   | 0.533 | 494         | 542         | 0.911       |

Źródło: cev.lu
Punktacja: 3:0 i 3:1 – 3 pkt; 3:2 – 2 pkt; 2:3 – 1 pkt; 1:3 i 0:3 – 0 pkt
Zasady ustalania kolejności: 1. liczba punktów; 2. stosunek setów; 3. stosunek małych punktów; 4. bilans w bezpośrednich meczach
Wyniki spotkań
| Data       | Godz. | Drużyna 1                     | Wynik | Drużyna 2                     | 1     | 2     | 3     | 4     | 5     | Widzów | * |
| ---------- | ----- | ----------------------------- | ----- | ----------------------------- | ----- | ----- | ----- | ----- | ----- | ------ | - |
| 19.10.2011 | 18:00 | VK Jihostroj České Budějovice | 1:3   | Stade Poitevin Poitiers       | 20:25 | 25:22 | 14:25 | 20:25 |       | 1500   |   |
| 19.10.2011 | 20:00 | Generali Haching              | 1:3   | Bre Banca Lannutti Cuneo      | 25:16 | 16:25 | 23:25 | 23:25 |       | 1050   |   |
|            |       |                               |       |                               |       |       |       |       |       |        |   |
| 26.10.2011 | 20:30 | Bre Banca Lannutti Cuneo      | 0:3   | VK Jihostroj České Budějovice | 28:30 | 20:25 | 23:25 |       |       | 1500   |   |
| 27.10.2011 | 20:00 | Stade Poitevin Poitiers       | 3:1   | Generali Haching              | 18:25 | 25:21 | 28:26 | 25:23 |       | 1598   |   |
|            |       |                               |       |                               |       |       |       |       |       |        |   |
| 13.12.2011 | 18:00 | VK Jihostroj České Budějovice | 1:3   | Generali Haching              | 25:18 | 21:25 | 20:25 | 20:25 |       | 1700   |   |
| 13.12.2011 | 20:00 | Stade Poitevin Poitiers       | 0:3   | Bre Banca Lannutti Cuneo      | 19:25 | 15:25 | 17:25 |       |       | 3433   |   |
|            |       |                               |       |                               |       |       |       |       |       |        |   |
| 21.12.2011 | 20:30 | Bre Banca Lannutti Cuneo      | 3:0   | Stade Poitevin Poitiers       | 25:18 | 28:26 | 25:18 |       |       | 2000   |   |
| 21.12.2011 | 20:00 | Generali Haching              | 3:2   | VK Jihostroj České Budějovice | 25:21 | 20:25 | 23:25 | 25:22 | 15:8  | 1150   |   |
|            |       |                               |       |                               |       |       |       |       |       |        |   |
| 11.01.2012 | 20:00 | Generali Haching              | 2:3   | Stade Poitevin Poitiers       | 16:25 | 26:24 | 22:25 | 25:14 | 11:15 | 1017   |   |
| 11.01.2012 | 18:00 | VK Jihostroj České Budějovice | 0:3   | Bre Banca Lannutti Cuneo      | 18:25 | 22:25 | 21:25 |       |       | 2000   |   |
|            |       |                               |       |                               |       |       |       |       |       |        |   |
| 18.01.2012 | 20:30 | Bre Banca Lannutti Cuneo      | 0:3   | Generali Haching              | 24:26 | 13:25 | 26:28 |       |       | 1200   |   |
| 18.01.2012 | 20:00 | Stade Poitevin Poitiers       | 3:1   | VK Jihostroj České Budějovice | 25:18 | 25:23 | 23:25 | 25:21 |       | 3100   |   |

#### Grupa E
Tabela
| Lp. | Drużyna                   | Pkt | Mecze | Mecze   | Mecze   | Sety | Sety | Sety  | Małe punkty | Małe punkty | Małe punkty |
| Lp. | Drużyna                   | Pkt | M     | W (3:2) | P (2:3) | wyg. | prz. | ratio | zdob.       | str.        | ratio       |
| --- | ------------------------- | --- | ----- | ------- | ------- | ---- | ---- | ----- | ----------- | ----------- | ----------- |
| 1   | Bre Banca Lannutti Cuneo  | 14  | 6     | 5 (1)   | 1 (0)   | 16   | 6    | 2.667 | 532         | 461         | 1.154       |
| 2   | Iskra Odincowo            | 13  | 6     | 4 (0)   | 2 (1)   | 15   | 9    | 1.667 | 576         | 558         | 1.032       |
| 3   | Fenerbahçe Grundig        | 8   | 6     | 3 (1)   | 3 (0)   | 9    | 12   | 0.750 | 471         | 476         | 0.989       |
| 4   | Hypo Tirol Volleyballteam | 1   | 6     | 0 (0)   | 6 (1)   | 5    | 18   | 0.278 | 461         | 545         | 0.846       |

Źródło: cev.lu
Punktacja: 3:0 i 3:1 – 3 pkt; 3:2 – 2 pkt; 2:3 – 1 pkt; 1:3 i 0:3 – 0 pkt
Zasady ustalania kolejności: 1. liczba punktów; 2. stosunek setów; 3. stosunek małych punktów; 4. bilans w bezpośrednich meczach
Wyniki spotkań
| Data       | Godz. | Drużyna 1                  | Wynik | Drużyna 2                  | 1     | 2     | 3     | 4     | 5     | Widzów | * |
| ---------- | ----- | -------------------------- | ----- | -------------------------- | ----- | ----- | ----- | ----- | ----- | ------ | - |
| 20.10.2011 | 20:15 | Hypo Tirol Volleyballteam  | 1:3   | Fenerbahçe Grundig         | 22:25 | 15:25 | 25:21 | 16:25 |       | 1400   |   |
| 20.10.2011 | 20:30 | Lube Banca Marche Macerata | 3:1   | Lokomotiw Nowosybirsk      | 19:25 | 25:21 | 25:21 | 25:22 |       | 1725   |   |
|            |       |                            |       |                            |       |       |       |       |       |        |   |
| 26.10.2011 | 19:00 | Lokomotiw Nowosybirsk      | 3:0   | Hypo Tirol Volleyballteam  | 25:19 | 25:19 | 25:20 |       |       | 1920   |   |
| 26.10.2011 | 19:30 | Fenerbahçe Grundig         | 3:2   | Lube Banca Marche Macerata | 25:22 | 28:26 | 25:27 | 25:27 | 15:13 | 1060   |   |
|            |       |                            |       |                            |       |       |       |       |       |        |   |
| 13.12.2011 | 19:30 | Fenerbahçe Grundig         | 0:3   | Lokomotiw Nowosybirsk      | 20:25 | 21:25 | 23:25 |       |       | 1080   |   |
| 15.12.2011 | 20:15 | Hypo Tirol Volleyballteam  | 1:3   | Lube Banca Marche Macerata | 25:18 | 15:25 | 23:25 | 20:25 |       | 1000   |   |
|            |       |                            |       |                            |       |       |       |       |       |        |   |
| 21.12.2011 | 19:00 | Lokomotiw Nowosybirsk      | 3:0   | Fenerbahçe Grundig         | 25:17 | 25:18 | 25:15 |       |       | 2100   |   |
| 20.12.2011 | 20:30 | Lube Banca Marche Macerata | 3:1   | Hypo Tirol Volleyballteam  | 23:25 | 25:23 | 25:21 | 25:21 |       | 1638   |   |
|            |       |                            |       |                            |       |       |       |       |       |        |   |
| 11.01.2012 | 20:30 | Lube Banca Marche Macerata | 3:0   | Fenerbahçe Grundig         | 25:21 | 25:21 | 28:26 |       |       | 1780   |   |
| 12.01.2012 | 20:15 | Hypo Tirol Volleyballteam  | 2:3   | Lokomotiw Nowosybirsk      | 15:25 | 25:22 | 25:21 | 19:25 | 13:15 | 550    |   |
|            |       |                            |       |                            |       |       |       |       |       |        |   |
| 18.01.2012 | 19:00 | Lokomotiw Nowosybirsk      | 3:1   | Lube Banca Marche Macerata | 25:21 | 32:30 | 28:30 | 25:17 |       | 2300   |   |
| 18.01.2012 | 19:30 | Fenerbahçe Grundig         | 3:0   | Hypo Tirol Volleyballteam  | 25:17 | 25:23 | 25:15 |       |       | 1080   |   |

#### Grupa F
Tabela
| Lp. | Drużyna                  | Pkt | Mecze | Mecze   | Mecze   | Sety | Sety | Sety  | Małe punkty | Małe punkty | Małe punkty |
| Lp. | Drużyna                  | Pkt | M     | W (3:2) | P (2:3) | wyg. | prz. | ratio | zdob.       | str.        | ratio       |
| --- | ------------------------ | --- | ----- | ------- | ------- | ---- | ---- | ----- | ----------- | ----------- | ----------- |
| 1   | Tours VB                 | 15  | 6     | 5 (0)   | 1 (0)   | 16   | 5    | 3.200 | 511         | 433         | 1.180       |
| 2   | PGE Skra Bełchatów       | 14  | 6     | 5 (1)   | 1 (0)   | 15   | 6    | 2.500 | 511         | 451         | 1.133       |
| 3   | ACH Volley Lublana       | 6   | 6     | 2 (1)   | 4 (1)   | 9    | 14   | 0.643 | 499         | 527         | 0.947       |
| 4   | Budvanska Rivijera Budva | 1   | 6     | 0 (0)   | 6 (1)   | 3    | 18   | 0.167 | 398         | 508         | 0.783       |

Źródło: cev.lu
Punktacja: 3:0 i 3:1 – 3 pkt; 3:2 – 2 pkt; 2:3 – 1 pkt; 1:3 i 0:3 – 0 pkt
Zasady ustalania kolejności: 1. liczba punktów; 2. stosunek setów; 3. stosunek małych punktów; 4. bilans w bezpośrednich meczach
PGE Skra Bełchatów jako gospodarz Final Four nie brała udziału w fazie play-off.
Wyniki spotkań
| Data       | Godz. | Drużyna 1                | Wynik | Drużyna 2                | 1     | 2     | 3     | 4     | 5     | Widzów | * |
| ---------- | ----- | ------------------------ | ----- | ------------------------ | ----- | ----- | ----- | ----- | ----- | ------ | - |
| 20.10.2011 | 20:30 | Tours VB                 | 3:0   | ACH Volley Lublana       | 25:17 | 25:19 | 25:21 |       |       | 2700   |   |
| 20.10.2011 | 18:00 | Budvanska Rivijera Budva | 0:3   | PGE Skra Bełchatów       | 21:25 | 17:25 | 22:25 |       |       | 680    |   |
|            |       |                          |       |                          |       |       |       |       |       |        |   |
| 26.10.2011 | 20:30 | ACH Volley Lublana       | 3:2   | Budvanska Rivijera Budva | 20:25 | 23:25 | 25:18 | 25:10 | 15:12 | 5000   |   |
| 26.10.2011 | 18:00 | PGE Skra Bełchatów       | 3:1   | Tours VB                 | 25:22 | 25:21 | 19:25 | 25:22 |       | 8800   |   |
|            |       |                          |       |                          |       |       |       |       |       |        |   |
| 14.12.2011 | 18:00 | PGE Skra Bełchatów       | 3:2   | ACH Volley Lublana       | 23:25 | 28:30 | 25:21 | 25:18 | 15:12 | 9500   |   |
| 15.12.2011 | 18:00 | Budvanska Rivijera Budva | 0:3   | Tours VB                 | 19:25 | 14:25 | 20:25 |       |       | 450    |   |
|            |       |                          |       |                          |       |       |       |       |       |        |   |
| 20.12.2011 | 20:30 | ACH Volley Lublana       | 0:3   | PGE Skra Bełchatów       | 32:34 | 18:25 | 21:25 |       |       | 7700   |   |
| 21.12.2011 | 20:30 | Tours VB                 | 3:1   | Budvanska Rivijera Budva | 25:22 | 25:18 | 22:25 | 25:18 |       | 2800   |   |
|            |       |                          |       |                          |       |       |       |       |       |        |   |
| 12.01.2012 | 20:30 | Tours VB                 | 3:0   | PGE Skra Bełchatów       | 25:22 | 25:21 | 26:24 |       |       | 2900   |   |
| 11.01.2012 | 18:00 | Budvanska Rivijera Budva | 0:3   | ACH Volley Lublana       | 26:28 | 17:25 | 21:25 |       |       | 820    |   |
|            |       |                          |       |                          |       |       |       |       |       |        |   |
| 18.01.2012 | 18:00 | PGE Skra Bełchatów       | 3:0   | Budvanska Rivijera Budva | 25:16 | 25:15 | 25:17 |       |       | 9000   |   |
| 18.01.2012 | 20:30 | ACH Volley Lublana       | 1:3   | Tours VB                 | 13:25 | 25:23 | 21:25 | 20:25 |       | 5300   |   |

### Faza play-off

#### Runda 12
| Data                                                      | Godz. | Drużyna 1                  | Wynik | Drużyna 2                | 1     | 2     | 3     | 4     | 5     | Widzów | * |
| --------------------------------------------------------- | ----- | -------------------------- | ----- | ------------------------ | ----- | ----- | ----- | ----- | ----- | ------ | - |
| 01.02.2012                                                | 18:00 | ZAKSA Kędzierzyn-Koźle     | 1:3   | Arkas Spor               | 25:27 | 25:23 | 16:25 | 23:25 |       | 1800   |   |
| 08.02.2012                                                | 19:30 | ZAKSA Kędzierzyn-Koźle     | 0:3   | Arkas Spor               | 23:25 | 16:25 | 18:25 |       |       | 3500   |   |
|                                                           |       |                            |       |                          |       |       |       |       |       |        |   |
| 01.02.2012                                                | 20:30 | Generali Haching           | 0:3   | Lokomotiw Nowosybirsk    | 19:25 | 25:20 | 16:25 | 23:25 |       | 1518   |   |
| 08.02.2012                                                | 19:00 | Generali Haching           | 0:3   | Lokomotiw Nowosybirsk    | 19:25 | 19:25 | 16:25 |       |       | 2400   |   |
|                                                           |       |                            |       |                          |       |       |       |       |       |        |   |
| 01.02.2012                                                | 20:30 | Lube Banca Marche Macerata | 0:3   | Bre Banca Lannutti Cuneo | 20:25 | 24:26 | 22:25 |       |       | 1580   |   |
| 08.02.2012                                                | 20:30 | Lube Banca Marche Macerata | 3:21  | Bre Banca Lannutti Cuneo | 25:22 | 20:25 | 21:25 | 26:24 | 16:14 | 2088   |   |
|                                                           |       |                            |       |                          |       |       |       |       |       |        |   |
| 31.01.2012                                                | 20:30 | Noliko Maaseik             | 0:3   | Trentino PlanetWin365    | 18:25 | 22:25 | 18:25 |       |       | 3000   |   |
| 08.02.2012                                                | 20:30 | Noliko Maaseik             | 1:3   | Trentino PlanetWin365    | 20:25 | 25:17 | 17:25 | 21:25 |       | 1260   |   |
|                                                           |       |                            |       |                          |       |       |       |       |       |        |   |
| 01.02.2012                                                | 20:00 | VfB Friedrichshafen        | 3:0   | Tours VB                 | 29:27 | 25:18 | 25:21 |       |       | 3100   |   |
| 08.02.2012                                                | 20:30 | VfB Friedrichshafen        | 3:2   | Tours VB                 | 25:20 | 20:25 | 15:25 | 27:25 | 16:14 | 2500   |   |
|                                                           |       |                            |       |                          |       |       |       |       |       |        |   |
| 01.02.2012                                                | 20:30 | Stade Poitevin Poitiers    | 2:3   | Zenit Kazań              | 20:25 | 25:23 | 25:22 | 23:25 | 12:15 | 1615   |   |
| 08.02.2012                                                | 19:00 | Stade Poitevin Poitiers    | 0:3   | Zenit Kazań              | 12:25 | 23:25 | 19:25 |       |       | 3500   |   |
| Po lewej gospodarze pierwszych meczów. 1 złoty set: 16:14 |       |                            |       |                          |       |       |       |       |       |        |   |

#### Runda 6
| Data                                                                        | Godz. | Drużyna 1                  | Wynik | Drużyna 2             | 1     | 2     | 3     | 4     | 5     | Widzów | * |
| --------------------------------------------------------------------------- | ----- | -------------------------- | ----- | --------------------- | ----- | ----- | ----- | ----- | ----- | ------ | - |
| 21.02.2012                                                                  | 19:00 | Lokomotiw Nowosybirsk      | 3:0   | Arkas Spor            | 25:22 | 25:21 | 25:23 |       |       | 2500   |   |
| 01.03.2012                                                                  | 19:00 | Lokomotiw Nowosybirsk      | 2:31  | Arkas Spor            | 27:25 | 25:18 | 22:25 | 23:25 | 14:16 | 4000   |   |
|                                                                             |       |                            |       |                       |       |       |       |       |       |        |   |
| 22.02.2012                                                                  | 20:30 | Lube Banca Marche Macerata | 3:2   | Trentino PlanetWin365 | 16:25 | 19:25 | 25:18 | 25:22 | 15:9  | 2100   |   |
| 01.03.2012                                                                  | 20:30 | Lube Banca Marche Macerata | 0:32  | Trentino PlanetWin365 | 18:25 | 22:25 | 21:25 |       |       | 3998   |   |
|                                                                             |       |                            |       |                       |       |       |       |       |       |        |   |
| 22.02.2012                                                                  | 17:00 | Zenit Kazań                | 3:0   | VfB Friedrichshafen   | 25:17 | 25:21 | 25:18 |       |       | 3500   |   |
| 28.02.2012                                                                  | 20:00 | Zenit Kazań                | 3:0   | VfB Friedrichshafen   | 25:21 | 25:21 | 26:24 |       |       | 3900   |   |
| Po lewej gospodarze pierwszych meczów. 1 złoty set: 11:15 2 złoty set: 9:15 |       |                            |       |                       |       |       |       |       |       |        |   |

### Turniej finałowy

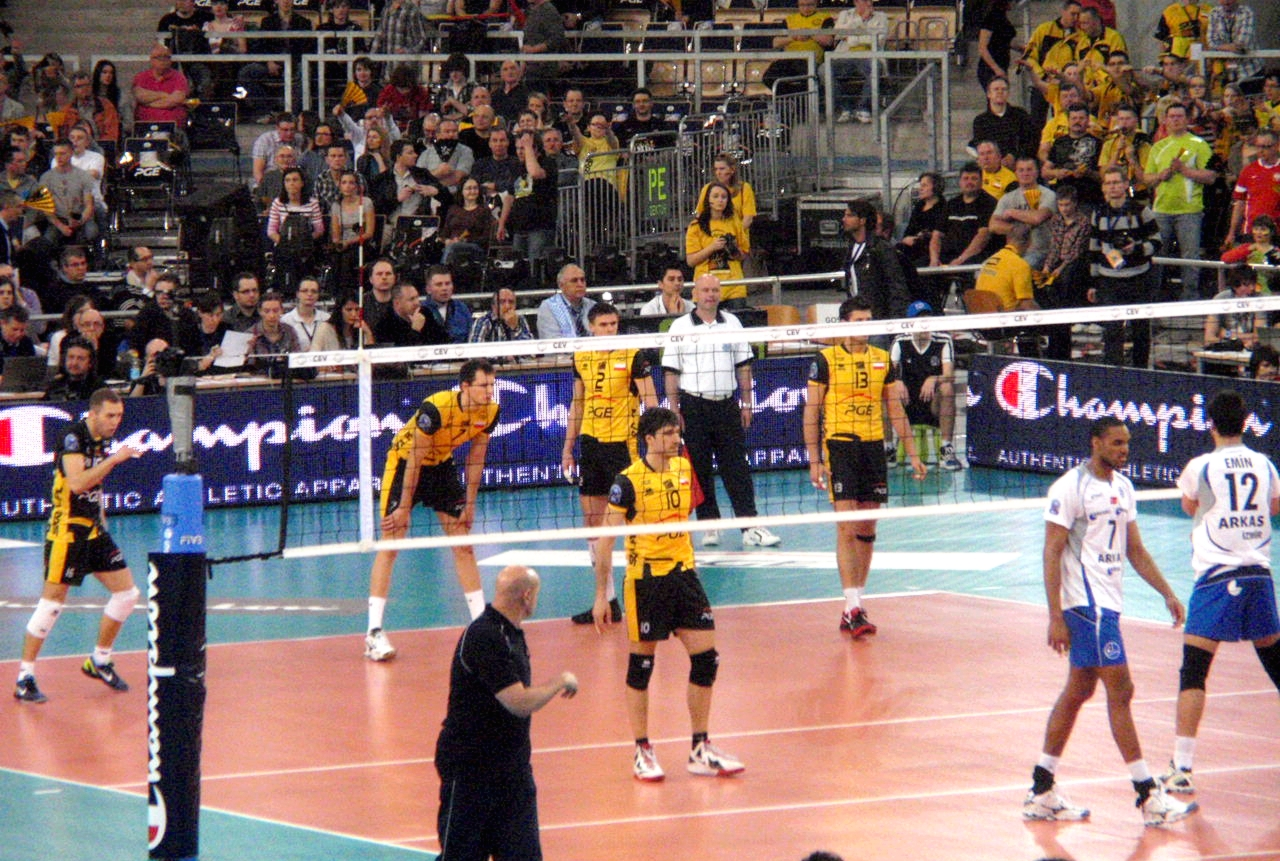
Mecz półfinałowy Ligi Mistrzów 2011/2012 PGE Skra Bełchatów - Arkas Spor Izmir

|  | Półfinały             | Półfinały | Półfinały | Półfinały | Półfinały | Półfinały | Półfinały | Półfinały |  |  |  | Finały                | Finały | Finały | Finały | Finały | Finały | Finały | Finały |
|  |                       |           |           |           |           |           |           |           |  |  |  |                       |        |        |        |        |        |        |        |
|  |                       |           |           |           |           |           |           |           |  |  |  |                       |        |        |        |        |        |        |        |
|  |                       |           |           |           |           |           |           |           |  |  |  |                       |        |        |        |        |        |        |        |
|  | PGE Skra Bełchatów    | 3         |           |           |           |           |           |           |  |  |  |                       |        |        |        |        |        |        |        |
|  | Arkas Spor Izmir      | 0         |           |           |           |           |           |           |  |  |  |                       |        |        |        |        |        |        |        |
|  |                       |           |           |           |           |           |           |           |  |  |  | PGE Skra Bełchatów    | 2      |        |        |        |        |        |        |
|  |                       |           |           |           |           |           |           |           |  |  |  | Zenit Kazań           | 3      |        |        |        |        |        |        |
|  | Zenit Kazań           | 3         |           |           |           |           |           |           |  |  |  |                       |        |        |        |        |        |        |        |
|  | Trentino PlanetWin365 | 1         |           |           |           |           |           |           |  |  |  |                       |        |        |        |        |        |        |        |
|  |                       |           |           |           |           |           |           |           |  |  |  | Arkas Spor Izmir      | 0      |        |        |        |        |        |        |
|  |                       |           |           |           |           |           |           |           |  |  |  | Trentino PlanetWin365 | 3      |        |        |        |        |        |        |

#### Półfinały
| Data       | Godz. | Drużyna 1          | Wynik | Drużyna 2             | 1     | 2     | 3     | 4     | 5 | Widzów | * |
| ---------- | ----- | ------------------ | ----- | --------------------- | ----- | ----- | ----- | ----- | - | ------ | - |
| 17.03.2012 | 14:30 | PGE Skra Bełchatów | 3:0   | Arkas Spor Izmir      | 25:23 | 25:21 | 28:26 |       |   | 13000  |   |
| 17.03.2012 | 17:30 | Zenit Kazań        | 3:1   | Trentino PlanetWin365 | 31:33 | 25:20 | 25:23 | 25:17 |   | 10000  |   |

#### Mecz o 3. miejsce
| Data       | Godz. | Drużyna 1        | Wynik | Drużyna 2             | 1     | 2     | 3     | 4 | 5 | Widzów | * |
| ---------- | ----- | ---------------- | ----- | --------------------- | ----- | ----- | ----- | - | - | ------ | - |
| 18.03.2012 | 14:30 | Arkas Spor Izmir | 0:3   | Trentino PlanetWin365 | 20:25 | 19:25 | 19:25 |   |   | 9500   |   |

#### Finał
| Data       | Godz. | Drużyna 1          | Wynik | Drużyna 2   | 1     | 2     | 3     | 4     | 5     | Widzów | * |
| ---------- | ----- | ------------------ | ----- | ----------- | ----- | ----- | ----- | ----- | ----- | ------ | - |
| 18.03.2012 | 17:30 | PGE Skra Bełchatów | 2:3   | Zenit Kazań | 15:25 | 25:16 | 25:22 | 24:26 | 15:17 | 13000  |   |

#### Nagrody indywidualne
| Najlepszy zawodnik (MVP)            | Najlepszy punktujący           | Najlepszy atakujący                | Najlepszy blokujący            | Najlepszy zagrywający          | Najlepszy przyjmujący                 | Najlepszy libero                  | Najlepszy rozgrywający          |
| ----------------------------------- | ------------------------------ | ---------------------------------- | ------------------------------ | ------------------------------ | ------------------------------------- | --------------------------------- | ------------------------------- |
| Mariusz Wlazły (PGE Skra Bełchatów) | Maksim Michajłow (Zenit Kazań) | Bartosz Kurek (PGE Skra Bełchatów) | Nikołaj Apalikow (Zenit Kazań) | Maksim Michajłow (Zenit Kazań) | Michał Winiarski (PGE Skra Bełchatów) | Aleksiej Obmoczajew (Zenit Kazań) | Valerio Vermiglio (Zenit Kazań) |

| Miejsce | Drużyna                       |
| ------- | ----------------------------- |
| złoto   | Zenit Kazań                   |
| srebro  | PGE Skra Bełchatów            |
| brąz    | Trentino PlanetWin365         |
| 4.      | Arkas Spor Izmir              |
| 5-7     | Lokomotiw Nowosybirsk         |
| 5-7     | Lube Banca Marche Macerata    |
| 5-7     | VfB Friedrichshafen           |
| 8-13    | Bre Banca Lannutti Cuneo      |
| 8-13    | Generali Haching              |
| 8-13    | Noliko Maaseik                |
| 8-13    | Stade Poitevin Poitiers       |
| 8-13    | Tours VB                      |
| 8-13    | ZAKSA Kędzierzyn-Koźle        |
| 14      | GS Iraklis                    |
| 15      | Fenerbahçe Grundig            |
| 16      | ACH Volley Lublana            |
| 17      | Remat Zalău                   |
| 18      | Caja 3 Voleibol Teruel        |
| 19      | VK Jihostroj České Budějovice |
| 20      | VC Euphony Asse-Lennik        |
| 21      | Partizan Termoelektro Belgrad |
| 22      | CSKA Sofia                    |
| 23      | Hypo Tirol Volleyballteam     |
| 24      | Budvanska Rivijera Budva      |